# Моє серце
«Моє серце» — другий сингл гурту Lama з дебютного альбому Мені так треба. Сингл було видано 2006 року та запущено до ротації українських радіохвиль. До пісні було відзнято відеокліп.

## Відеокліп
Відео було відзняте 2006 року та потрапило до ефіру українських телеканалів. На початку відео показано багатьох людей (ймовірно у супермаркеті), що завмерли на місцях у нерухомому стані. Також показано Наталію Дзеньків, яка, вставши з-за столика починає співати пісню. Наприкінці відео показано чоловіка, що сідає за стіл, де знаходить записку Наталії, та прочитавши її також завмирає.